# デニース・トンツ
デニース・トンツ（英: Denyse Tontz、1994年9月17日 - ）は、アメリカ合衆国の女優、シンガーソングライター。

## キャリア
1994年9月17日にカリフォルニア州サンディエゴに生まれる。兄弟姉妹には妹と弟がいて、アイルランド人、ドイツ人、スペイン人、サルバドール人、カナダ人、マヤ人の子孫となる。
女優業を始める前にはチャイルドモデルをしており、テレビに初登場して『Eリング』という番組にガブリエル王女として出演した。2007年に公開のニコロデオン映画『The Last Day of Summer』でアリス・キーフ役を演じ、本格的に女優としての活動へ進出した。2008年のファミリー向けコメディ映画『わんぱくバディーズ ダイヤ泥棒をやっつけろ!』には、ヒロインの役割に近いメーガン・トッド役で出演。2012年には、ディズニー・チャンネルのドラマ『ブログ犬 スタン』や『シェキラ!』などにも出演した。また、Thomas Hrvatin をフィーチャーした『Better Than Nothing』の動画をYouTube経由でリリースし、シンガーソングライターとしてもデビューした。それ以後も2014年6月に音楽業界の大国でデイタム・エミー賞のドラマシリーズ『Parachute』のテーマ曲「Parachute」を書き、2015年5月5日にはトラック『Why』をリリース。2015年7月4日に自身のビデオ『Go』をリリースするなどしている。2016年には、マット・デイモンとベン・アフレックが製作総指揮を務めたドラマ『インコーポレイテッド』にも出演した。

## 作品

### 映画・テレビシリーズ
| 公開年    | 邦題 原題                                           | 役名                           | 備考                                                                             |
| --------- | --------------------------------------------------- | ------------------------------ | -------------------------------------------------------------------------------- |
| 2006      | E-Ring                                              | Princess Gabrielle             | Episode: "The Two Princes"                                                       |
| 2007      | The Last Day of Summer                              | Alice Keefe                    | テレビ映画                                                                       |
| 2008      | わんぱくバディーズ ダイヤ泥棒をやっつけろ! Dog Gone | メーガン・トッド               | テレビ映画 サンテレビなどで放送歴あり                                            |
| 2009      | パーフェクト・エネミーズ THE PERFECT SLEEP          | 10代のポルフィリン             | 劇場未公開                                                                       |
| 2009-2013 | Big Time Rush                                       | Jennifer Woods                 | リカーリングキャスト                                                             |
| 2011      | The Nine Lives of Chloe King                        | Vanessa                        | Episode: "Responsible"                                                           |
| 2011      | I Hate My Teenage Daughter                          | Snotty Girl                    | Episode: Pilot                                                                   |
| 2012      | シェキラ！ Shake It Up                              | グロリア                       | シーズン2第17話「フリンの仕返し！」                                              |
| 2012-2013 | KING兄弟 Pair of Kings                              | メアリー・アン／Tarantula Girl | Episodes: "The New King, Part 2: The Bro-fessor and Mary Ann", "Meet the Parent" |
| 2012-2014 | ブログ犬 スタン Dog with a Blog                     | ニッキー・オーティズ           | リカーリングキャスト                                                             |
| 2013      | All My Children                                     | Miranda Montgomery             | メインキャスト                                                                   |
| 2014      | Workaholics                                         | Kim                            | Episode: "Beer Heist"                                                            |
| 2014      | メル&ジョー 好きなのはあなたでしょ? Melissa & Joey  | ライラ                         | シーズン3第30話「Accidents Will Happen」                                         |
| 2014      | BONES -骨は語る- BONES                              | アリス・ケリー                 | シーズン10第4話「ビデオゲームが招いた悲劇」                                      |
| 2015      | アースフォール Earthfall                            | レイチェル・ラノン             | テレビ映画                                                                       |
| 2015      | Paradise Pictures                                   | Luciana Delgado                | Unsold television pilot                                                          |
| 2016-2017 | フォスター家の事情 The Fosters                      | コートニー・ストラスモア       | リカーリングキャスト21エピソード                                                 |
| 2016-2017 | インコーポレイテッド Incorporated                   | エレナ                         | メインキャスト                                                                   |
| 2019      | Grand Hotel                                         | Alicia Mendoza                 | メインキャスト                                                                   |

### ディスコグラフィ
- "Better Than Nothing" (feat. Thomas Hrvatin)（2012年）
- "Use It"
- "Mr. Hipster"
- "Why" (track only)（2015年）
- "Go"（2015年）

### ミュージックビデオ
- Better Than Nothing（2012年）